# Domenico Attianese
Domenico Attianese (Scafati, 4 agosto 1941 – Napoli, 4 dicembre 1986) è stato un poliziotto italiano, sovrintendente principale della Polizia di Stato, Questura di Napoli, insignito della Medaglia d'oro al valore civile per “aver dato luminoso esempio di attaccamento al dovere spinto fino all'estremo sacrificio”.

## Biografia
Nato a Scafati, in provincia di Salerno il 4 agosto 1941, all'età di 20 anni si arruolò nel corpo delle guardie di Pubblica Sicurezza e dopo essere stato assegnato a varie sedi, tra le quali Vicenza, San Cataldo, Capodimonte, Palermo, riuscì a frequentare la scuola per sottufficiali di Nettuno. Qui divenne vice brigadiere e fu assegnato alla Questura di Napoli, commissariato di Vasto-Arenaccia. Dopo qualche anno fu trasferito al commissariato San Paolo, sua ultima assegnazione. Nel 1986, qualche mese prima della morte, era stato promosso al grado di sovrintendente principale.
Venne ucciso nel corso di una sparatoria con tre rapinatori a Napoli, nel quartiere di Pianura, il 4 dicembre 1986. In quel momento Attianese era a casa e fuori servizio; nonostante ciò, appena informato da passanti che in una gioielleria vicina era in corso una rapina, non esitò a intervenire. Intimò ai rapinatori di fermarsi mentre uscivano dal negozio, ma questi risposero aprendo il fuoco e colpendolo a morte prima che potesse reagire. Gli assassini fuggirono quindi a bordo di un ciclomotore.
Lasciò la moglie Angela e due figlie, Carla e Carmen, all'epoca rispettivamente di 15 e 10 anni.
Il Dipartimento della P.S. con l'apposizione in ricordo di una targa in marmo, gli ha dedicato la Caserma ove ha sede il Commissariato S.Paolo sua ultima sede di servizio.
Il Comune di Napoli gli ha dedicato e intitolato un giardino pubblico, il Parco Attianese, che si trova in Via Provinciale Napoli, nel quartiere di Pianura.
Il 5 febbraio 2024 la squadra mobile di Napoli ha arrestato i due responsabili.Le indagini che hanno portato ai due arresti si sono avvalse di nuovi accertamenti su prove e reperti raccolti subito dopo il delitto del sovrintendente principale della Polizia di Stato; le nuove indagini sono state condotte dal Servizio di Polizia Scientifica – Sezione identità giudiziaria.